# Thierry Deuve
Thierry Deuve (29 augustus 1956) is een Frans entomoloog.

## Levensloop
Thierry Deuve studeerde entomologie aan de universiteit van Parijs en promoveerde op het proefschrift Etudes morphologiques et phylogénétiques sur l'abdomen et les genitalia ectodermiques femelles des Coléoptères Adephaga in 1988. Hij is gespecialiseerd in kevers en hij beschreef meer dan 760 nieuwe taxa. Zijn onderzoeksinteresses zijn onder andere taxonomische systematiek van de loopkevers (Carabidae) en morfologie van insecten in het algemeen. Thierry Deuve is werkzaam in het Muséum national d'histoire naturelle, Département de Systématique et Evolution.

## Enkele publicaties
- 1988 - Etudes morphologiques et phylogénétiques sur l'abdomen et les genitalia ectodermiques femelles des Coléoptères Adephaga
- 1991 - La nomenclature taxonomique du genre Carabus
- 1993 - L'abdomen et les genitalia des femelles de coléoptères Adephaga
- 1994 - Une classification du genre Carabus
- 1997 - Catalogue des Carabini et Cychrini de Chine
- 2004 - Illustrated catalogue of the genus Carabus of the world (Coleoptera, Carabidae)
- 2010 - Liste Blumenthal 2010: liste des taxons valides du genre Carabus
- 2013 - Cychrus, Calosoma et Carabus de Chine
- 2021 - Carabus of the World
- 2023 - A quoi songe donc ce printemps

- Bibliothèque nationale de France: cb12324706b (data)
- International Standard Name Identifier: 0000 0001 2319 8986
- Library of Congress Control Number: n93060170
- Nationale Bibliotheek van Israël: 987007337487705171
- Nederlandse Thesaurus van Auteursnamen: 146886399
- Réseau des bibliothèques de Suisse occidentale: 02-A003176163
- Système universitaire de documentation: 032162693
- Semantic Scholar: 5086781
- Virtual International Authority File: 14841243
- WorldCat: E39PBJc3GHVQfbhXKBRVrJhGpP